# Дерматология
Дерматология (греч. δέρμα, (род. δερματός) — «кожа» и λόγος — «учение») — раздел медицины, изучающий строение и функционирование кожи и её придатков — волос, ногтей, а также слизистых оболочек, заболевания кожи, её придатков и слизистых, методы их профилактики и лечения. В хирургической полярности вышеперечисленными проблемами, в зависимости от причины, могут заниматься пластическая хирургия, ожоговая хирургия (при тяжелых термических и лучевых повреждениях кожи, при кожной порфирии, витилиго, альбинизме, требующих хирургического вмешательства), челюстно-лицевая хирургия (периоститы, опухоли, дермоидные кисты), травматология (при травматогенном повреждении кожи и прилежайших тканей, а также при травматогенных инфекциях) и общая гнойно-септическая хирургия (пиодермия, флегмон, фурункул, карбункул, трихофтифтии) и гангренозно-некротическая хирургия (некрозы кожи и подкожной клетчатки).
В терапевтическом отношении дерматология в плане дифференциальной диагностики топографически связана с другими системными медицинскими специализациями: с инфектологией (венерология, трансмиссивные вирусные и паразитарные заболевания кожи и подкожных придатков), токсикологией (токсидермия, псевдопорфирийные и другие токсические реакции при дерматопатиях), гематологией (кожные проявления полицитемий, эритромегалий, гемобластозов патехии, геморрагические высыпания, васкулиты), ревматологией (при системных коллагенозах), эндокринологией (изменения кожи при сахарном диабете, гипотиреозе, гипертиреозе, заболеваниях паращитовидных желез), онкологией (меланомы и другие опухоли кожи и её придатков); а также с неврологией (нейродермит, атаксия-телеангикинезия, генетически обусловленные нейро-кожные синдромы) и аллергологией (Синдром Лайела, синдром Стивенса Джонсона, уритикарные высыпания, ангионевротический отек и другие кожно-аллергические реакции лекарственных реактивов, а также в некоторых случаях инфекционных патогенов),с генетикой(генодерматозы- ихтиоз , буллёзный эпидермолиз , нейрофиброматоз  ).

## История
Дерматология является одной из древнейших отраслей медицинской науки, имеются документальные свидетельства изучения заболеваний кожи и способов их лечения созданные около 1.5 тыс. лет до нашей эры.
В данной сфере различают следующие специальности:
- дерматолог — в чистом виде встречается редко, поскольку обычно врачи в ординатуре выбирают более узкую специализацию;
- дерматовенеролог — наряду с инфекционистами занимается вопросами ИППП;
- дерматолог-онколог — занимается доброкачественными и злокачественными опухолями кожи;
- трихолог — занимается патологией волосяного покрова;
- дерматокосметолог — занимается косметическими процедурами, улучшающими внешний вид кожи и её структуру.